# Vong Savang
Prins Vong Savang (Luang Prabang, 27 september 1931 – 2 mei 1978) was de laatste kroonprins van Laos. 
Na het uitroepen van de republiek in december 1975 werd hij in de Nationale Vergadering gekozen. Hij werd in 1977 samen met zijn vader, ex-koning Savang Vatthana, naar het grensgebied van Vietnam-Laos gebracht, omdat de regering vreesde dat leden van het koninklijk huis in handen van anti-communistische rebellen zouden vallen. Vong Savang overleed vermoedelijk tussen 1978 en 1981 in een heropvoedingskamp in Vieng Xai.